# Drezdai Műszaki Egyetem
A Drezdai Műszaki Egyetem (Technische Universität Dresden, TU Dresden, TUD) a megközelítően 35 000 hallgatójával és a több, mint 4000 dolgozójával Drezda legnagyobb felsőoktatási intézménye és Szászország legnagyobb egyetemi komplexuma. A hallgatók száma alapján Németország legnagyobb műszaki egyeteme. A szakirányok száma meghaladja a hasonló egyetemekét, mint a Berlini Műszaki Egyetemét vagy a Müncheni Műszaki Egyetemét, melyek csak tisztán a műszaki tárgyakra összpontosítanak. A 126 szakirányával ez az egyetem nyújtja a legszélesebb tantárgyspektrumot Németországban.
A Drezdai Műszaki Egyetem csak 1961 óta létezik, de az egyetem története majdnem 200 évre nyúlik vissza. Ezáltal a legrégibb műszaki főiskola és a legrégibb Egyetem a fogalom mai értelmében. Az egyetem a 2001 óta tartozik a németországi 9 legfontosabb műszaki egyetem egyesületéhez.
A kiválósági kezdeményezés keretében, mely az „elitegyetem” fogalma által széles ismertséget kapott, támogatják az egyemen a kiváló eredményű végzést és tudományos fokozatok megszerzését. Az egyetem ezáltal is Németország legjobb egyetemeihez tartozik.